# Ammona
Ammona (hebr. עמונה, Amona) – nieautoryzowane osiedle żydowskie (ang. outpost, heb. מאחז, ma’achaz – przyczółek) położone w Samorządzie Regionu Matte Binjamin. Znajduje się na wschód Ofry, pomiędzy Szewut Rachel i Ade Ad. Zostało założone w 1997 roku, a ewakuowane i zniszczone przez rząd w 2017 roku na mocy wyroku Sądu Najwyższego z 2014 roku. Amona była największym, a przez to najsłynniejszym przykładem nieautoryzowanego osiedla żydowskiego w Judei i Samarii, które było przedmiotem sporu między organizacją Pokój Teraz, a osadniczą Radą Jesza.

## Powstanie
Ammona powstała w 1997 roku. Teren osiedla przeznaczony był pod budowę zbiorników na wodę dla położonej obok Ofry. W tym celu na miejsce zostało wysłanych kilku osadników, a z czasem dołączyły do nich ich rodziny. Jednak droga na wzgórze została poprowadzona wcześniej przez rolników z Ofry, którzy korzystali z tutejszego cieku wodnego. Status ziemi, na której zaczęło powstawać osiedle okazał się jednak niejasny. Według raportu Sason, znajdowały się tam trzy typy ziemi:
- w posiadaniu władzy palestyńskiej właściciela, z wpisem do rejestru, jednak indywidualny właściciel nie może być zidentyfikowany,
- będącą własnością prywatną własnością Palestyńczyka, który złożył petycję do Sądu Najwyższego, a mimo to ziemia została odkupiona przez osadników,
- będącą własnością prywatną własnością Palestyńczyka, który złożył petycję do Sądu Najwyższego, ale ziemia nie została od nigo odkupiona[6].

Według osadników, którzy tam przybyli, większość ziemi, na której powstawać zaczęła Ammona była nieużytkiem. W związku z przepisami z okresu Mandatu Palestyny, ziemia niebędąca niczyją własnością, będąca nieużytkiem lub będąca własnością państwa może zostać zasiedlona. Jednak dokumenty administracji cywilnej wskazywały, że spora cześć Ammony była użytkowana.

## Pierwsza ewakuacja w 2006 roku

### Tło wydarzeń
Pierwsze decyzje w sprawie wyburzenia istniejących w Ammonie domów modułowych zapadły w 1997 i 2003 roku. Nie zostały one wykonane, ponieważ w 2001 roku Ariel Szaron zawarł porozumienie z władzami USA, które nakazywało wyburzenie przyczółków powstałych po marcu 2001 roku. Osiedle rozwijało się, w 2001 roku istniały w nim przedszkole, sklep, dom opieki i mykwa. Powstały także plany budowy szkoły podstawowej. W 2004 roku rozpoczęto budowę dziewięciu stałych domów, która zakończyła się w 2005 roku. W tym samym roku Pokój Teraz złożył skargę do Sądu Najwyższego na ministra obrony, wojskowego dowódcę obszaru Judei i Samarii, szefa policji w Judei i Samarii oraz szefa administracji cywilnej za to, iż nie powstrzymali nielegalnej budowy domów na prywatnej palestyńskiej ziemi i nie nakazali ich rozbiórki. Przedstawiciele Amony przekonywali, że ziemia została legalnie zakupiona, ale administracyjny proces przekazania praw własności opóźniał się. Jednak Sąd Najwyższy nakazał rozbiórkę dziewięciu domów i wyznaczył datę na styczeń 2006 roku. Jednym z dowodów w tej sprawie był raport Sason.

### Ewakuacja Ammony
W dniu, kiedy miała rozpocząć się ewakuacja i rozbiórka na miejscu było 4000 protestujących, mieszkańców Ammony, Ofry, urzędników Jeszy i członków Knesetu. Siły oddelegowane przez państwo do przeprowadzenia ewakuacji wynosiły łącznie 10000 mundurowych (policjantów, żołnierzy, strażników granicznych). O godzinie 10.00 do Amony wkroczyła specjalna jednostka izraelskiej policji do tłumienia zamieszek Jasam. Oprócz tego na miejscu zjawiło się wojsko, policja z końmi i izraelska straż graniczna. Do pierwszego starcia doszło na podejściu do Ammony. W starciach z konną policją zostało rannych wile osób, w tym posłowie Efi Ejtam i Arje Eldad. Zamieszki trwały długo, ponieważ wielu osadników zabarykadowało się w domach. Dopiero o godzinie 13.30 rozpoczęto burzyć domy, a cała operacja zakończyła się o godzinie 16.00. W rezultacie do szpitala trafiło 45 policjantów i 100 protestujących. Na miejscu służbom medycznym zabrakło środków opatrunkowych dla wszystkich potrzebujących.

### Następstwa

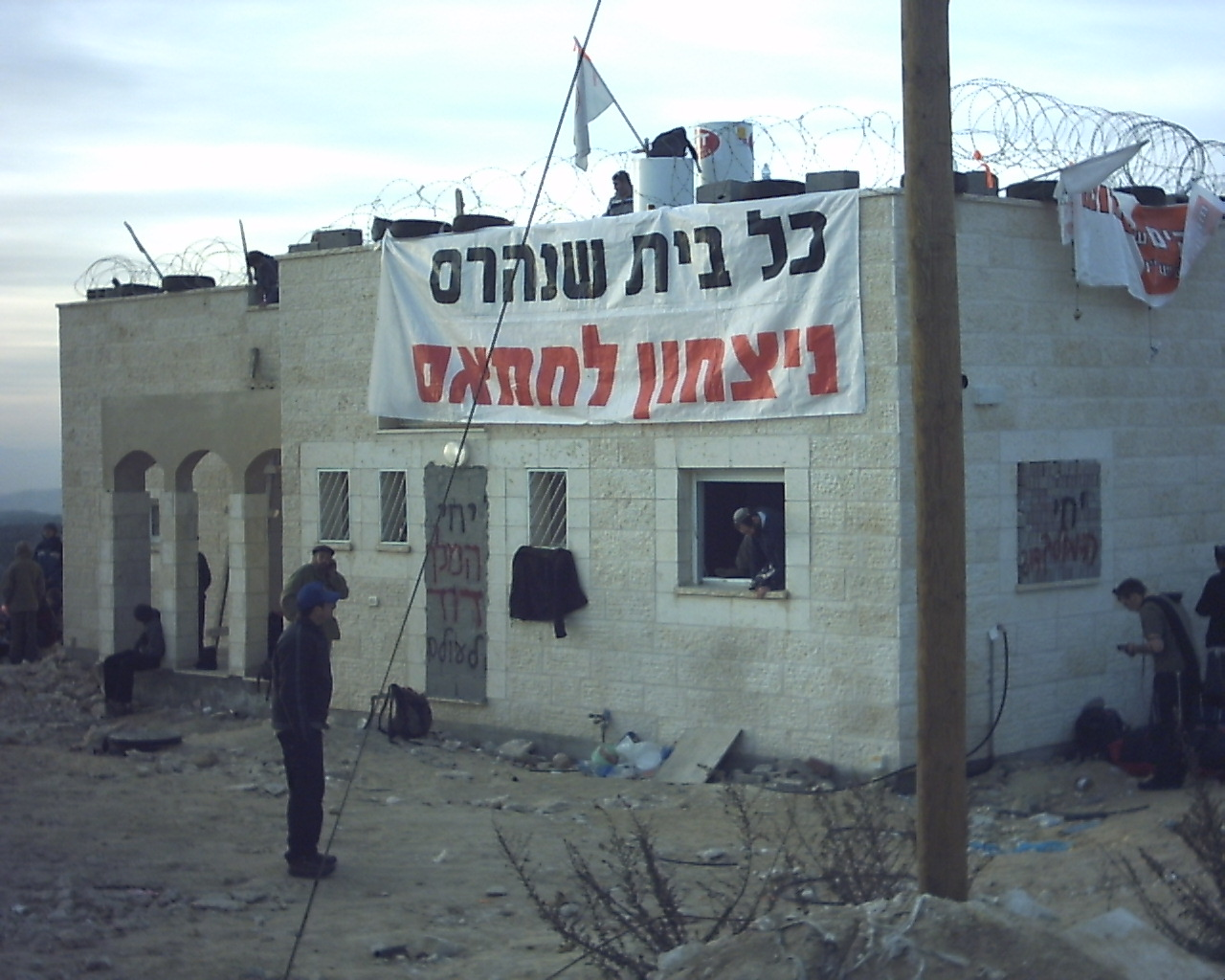
Zabarykadowane domy. Napis na domu mówi: „Każdy dom, który zniszczymy to zwycięstwo Hamasu”

W następstwie wydarzeń jakie miały miejsce w Ammonie, organizacja B’Tselem złożyła wniosek do biura Prokuratora Generalnego Izraela w celu wszczęcia postępowania w sprawie brutalności policji w trakcie ewakuacji. Organizacja uznała, że operacja wyburzenia była w pełni uzasadniona, ale siła użyta przez policję okazała się niewspółmierna do charakteru operacji. Po ewakuacji do sądów zgłosiło się wiele osób z pozwami cywilnymi. Pojawiło się wiele zeznań kobiet i dziewczyn, które twierdziły, że w trakcie policyjnej operacji były bite w miejsca intymne i molestowane.

## Druga ewakuacja i zniszczenie w 2017 roku

### Tło wydarzeń i zniszczenie

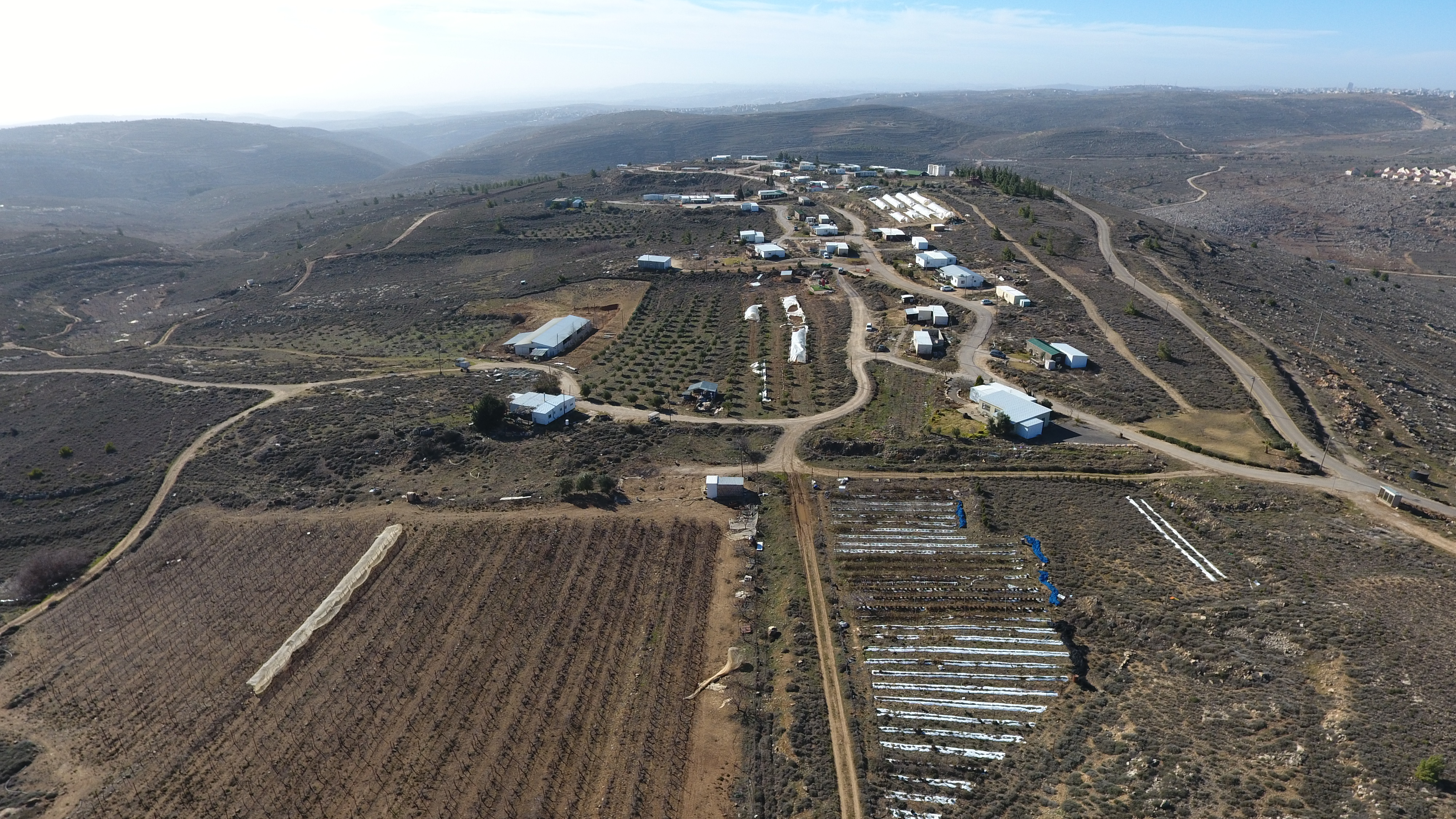
Ammona w 2016 roku

Problem Ammony powrócił w 2008 roku, kiedy organizacja Jesz Din, w imieniu Palestyńczyków, złożyła skargę na osadników, ponieważ wznieśli oni swoje domy nielegalnie, na ziemi, która nie jest państwowa. Problemem było to, iż osiedle rozwijało z państwowych pieniędzy. Ministerstwo mieszkalnictwa i budownictwa przeznaczyło na Ammonę ponad 2 miliony szekli. Sąd Najwyższy wyznaczył datę ewakuacji na 15 lipca 2013 roku. Z czasem Sąd Najwyższy przełożył datę wyburzenia drogi i domów stojących nielegalnie na 24 lipca. Osadnicy twierdzili, iż tylko jeden dom podlega wyburzeniu. Z kolei strona skarżąca mówiła o 40. Sąd dał czas do 24 lipca sądowi miejskiemu Jerozolimy do uregulowania kwestii spornych między osadnikami a Palestyńczykami. Adwokat organizacji Jesz Din uznał, że nawet jeśli Jerozolima unormuje relacje, to osadnicy i tak nie będą mieli wystarczającej ilości ziemi do wybudowania nowych domów. Prokurator Generalny wysłał dodatkowo listy do premiera Netanjahu i ministra obrony Moszego Ja’alona aby wojsko nie zwlekało z wyburzeniem jednego nielegalnego domu i części drogi, uwzględnionych w petycji. Swoją decyzję oparł dodatkowo na wyroku sądu w Jerozolimie, który uznał, że rozwiązaniem sytuacji będzie wyburzenie nielegalnych domów. Jednak w wyroku nie było doprecyzowane ile jest tych domów. W październiku 2013 roku rząd poprosił Sąd Najwyższy o ponowne opóźnienie daty wyburzenia, ponieważ tak szybkie wykonanie wyroku mogłoby zaszkodzić interesom dyplomatycznym kraju. Największy opór pojawiał się ze strony narodowo-religijnego Żydowskiego Domu, który w swoim programie ma m.in. rozwój osadnictwa. W maju 2014 roku policyjne dochodzenie wykazało, że całe osiedle zostało wybudowane na prywatnej ziemi, a osadnicy nie mają praw do jej użytkowania. W tym samym roku nakazem sądowym zarządzono wypłatę 300 000 NIS sześciu Palestyńczykom jako zadośćuczynienie za odniesione straty. Dodatkowo, jeśli do 2015 roku osadnicy nie zostaną wysiedleni z terenów przynależnych oskarżycielom, to państwo będzie musiało im wypłacić dodatkowe 48 000 NIS. 25 grudnia 2014 roku Sąd Najwyższy wydał wyrok mówiący, że osiedle musi zostać ewakuowane w ciągu 2 lat.
3 dni przed ostateczną datą rząd postanowił zniszczyć osiedle. Karawany, które były w dobrym stanie zostały wywiezione do magazynów, a te, które były w złym stanie zostały zniszczone. Mieszkańcy zostali tymczasowo zakwaterowani w szkole w Ofrze.

## Następstwa Ammony
W ramach negocjacji wewnątrz koalicji, premier Netanjahu i członkowie Żydowskiego Domu postanowili wybudować zastępcze osiedla dla ewakuowanych z Ammony. Już w 2016 roku powstało osiedle Szewut Rachel Mizrach obok Szewut Rachel. Komitet rządowy zaakceptował powstanie w tamtym miejscu 98 domów. Oficjalnym uzasadnieniem tego kroku była chęć powiększenia Szewut Rachel. W rzeczywistości Szewut Rachel Mizrach jest za daleko żeby uznać je za kolejną dzielnicę/sąsiedztwo. Mimo to, mieszkańcy Ammony odmówili przenosin. W 2017 roku utworzono Geulat Cijon w okolicach Szilo, ale już poza jego granicami jurysdykcji. Podobnie jak w przypadku Szewut Rachel Mizrach, wygląda to na nowe osiedle. Kolejnym osiedlem jest Amichaj. Początkowo jego powstanie zostało zaskarżone, ale Sąd Najwyższy odrzucił petycję. Rząd oszacował, że powstanie Amichaj będzie kosztować 60 milionów szekli.
W 2017 roku Kneset przegłosował Prawo regulujące osadnictwo w Judei i Samarii. Zapisy prawa mają na celu uregulowanie statusu gruntów, na których powstały osiedla o wątpliwej legalności. W takim przypadku jeżeli dana osoba nie udowodni swoich praw do ziemi, to zostanie ona przepisana na własność powiernika majątku rządowego w Judei i Samarii. Jeżeli osoba udowodni swoje prawa, to jej prawa zostaną wywłaszczone, a poszkodowany może liczyć na odszkodowanie w wysokości 125% wartości gruntu lub otrzyma w zamian inny obszar.
W odpowiedzi na ataki terrorystyczne w okolicach Ofry i Giwat Asaf w nocy z 13 na 14 grudnia 2018 roku Ammona została zasiedlona. Rada Regionu Binjamin poinformowała, że na miejsce zostały przywiezione dwa mobilne domy. Ta inicjatywa została wsparta przez posła Żydowskiego Domu Becalela Smotricza. Osadnicy uznali, że jest to ich odpowiedź na nową falę terroru na Zachodnim Brzegu. Inicjatorzy powrotu do Ammony powiedzieli, iż nowe domy stoją na legalnie zakupionej ziemi i mają do niej pełne prawo, tak jak w przeszłości. 3 stycznia 2019 roku policja ewakuowała siłą osadników. 5 policjantów i jeden osadnik trafiło do szpitala, 23 policjantów zostało rannych.